# 穆图尔
穆图尔（Muthur），是印度泰米尔纳德邦Erode县的一个城镇。总人口12063（2001年）。

## 人口
该地2001年总人口12063人，其中男性6037人，女性6026人；0—6岁人口1035人，其中男537人，女498人；识字率59.14%，其中男性为69.89%，女性为48.37%。